# Yiyang (ort i Kina)
Yiyang är en ort i Kina. Den ligger i provinsen Hunan, i den södra delen av landet, omkring 77 kilometer nordväst om provinshuvudstaden Changsha.
Runt Yiyang är det tätbefolkat, med 683 invånare per kvadratkilometer. Närmaste större samhälle är Heshan, 2,3 km öster om Yiyang. Runt Yiyang är det i huvudsak tätbebyggt.
Genomsnittlig årsnederbörd är 1 680 millimeter. Den regnigaste månaden är maj, med i genomsnitt 312 mm nederbörd, och den torraste är december, med 46 mm nederbörd.